# 誠友会
誠友会（せいゆうかい）は、北海道に本部を置く暴力団で、指定暴力団六代目山口組の二次団体。北海道内最大規模の暴力団。

## 歴史
長岡宗一、石間春夫、笹谷和夫ならびに谷内二三男が『北海道同志会』を結成し、長岡がその会長に就任。これが1962年のことで、この組織を起源としている。その後、三代目山口組柳川組北海道支部（支部長 長岡宗一→石間春夫）、北海道誠友会（会長 谷内二三男 副会長 田村武志（→二代目北海道誠友会会長） 相談役 石間春夫（→北誠会））、北誠会（会長 石間春夫）を経て『誠友会』（総長 石間春夫 総長代行 田村武志）となり、道内の的屋系と博徒系の連合組織・北海道同行会の一員として、本州の組織とは関係を持つことを禁じられていたが、1985年に『誠友会』が四代目山口組の傘下となったことで北海道の暴力団のパワーバランスは激変、所属団体の多くが本州の組織の傘下に入ったため北海道同行会は崩壊した。
1989年に、稲川会の系列組織といわゆる「カチコミ」の応酬を行う抗争事件（→『札幌抗争』）を起こした。
翌1990年に、三代目共政会系組員によって総長の石間春夫が射殺されるという事件があった（『札幌事件』）。
2024年3月、四代目誠友会若頭・関谷弘志が五代目を継承した。

## 情勢
本部の所在地は札幌市中央区の南7条西6丁目2-1。

## 歴代
- 北海道同志会：長岡宗一
- 誠友会
  - 初　代：石間春夫 - 1990年1月4日死去。
  - 二代目：田村武志 - 2001年に死去[6]。肝臓病からの死であった。
  - 三代目：船木一治 - 1944年生。田村武志の片腕として長年活動。2013年死去。[6] 2001年12月に五代目山口組の直参（二次団体首領）となった。[7]
  - 四代目：渡部　隆 − 2024年3月7日死去。

## 当代
- 五代目：関谷弘志

## 組織
五代目誠友会
- 会長 - 関谷弘志（六代目山口組若中）

なお諸事情により組織図は非公開とする。